# Mylabris guptai
Mylabris guptai là một loài bọ cánh cứng trong họ Meloidae. Loài này được Anand miêu tả khoa học năm 1984.